# Эрауд, Хавьер
Хавьер Луис Эрауд Перес (исп. Javier Luis Heraud Pérez, также известен как Хавье́р Эро́, 19 января 1942 — 15 мая 1963) — перуанский поэт и революционер.

## Биография
Выходец из обеспеченной аристократической семьи, был третьим ребёнком из трёх сестёр и трёх братьев, включая известного перуанского ученого Хорхе Эро Переса. Оказался одним из лучших студентов филологического факультета Папского католического университета Перу и поступил на юридический факультет Университета Сан-Маркос, где сближается с революционной интеллигенцией. Параллельно с 1958 года преподавал в индустриальном институте.
Считался надеждой перуанской поэзии: 18-летним уже выступил со сборником стихов «Река» (El río, 1960), а за следующую книгу «Путешествие» (El viaje) в декабре 1960 года был вместе с Сесаром Калво отмечен премией молодым авторам за первое место в конкурсе «Молодой поэт Перу».
В 1961 году он вступил в ряды левого Социально-прогрессивного движения и принимал участие в демонстрации против приёма в Перу вице-президента США Никсона. 29 марта 1962 года отправился для изучения кинематографа на Кубу, где встретился с Фиделем Кастро. В июле 1962 года посетил Всемирный форум молодёжи в Москве (провёл в СССР 15 дней), а затем Китай, Париж (где побывал на могиле Сесара Вальехо) и Мадрид, откуда в конце октября вернулся в Лиму.
Когда после победы Кубинской революции по всему континенту вспыхивали очаги революционной борьбы, Хавьер Эро вернулся в Перу, чтобы под псевдонимом «Родриго Мачадо» стать участником одной из первых леворадикальных партизанских групп — Армии национального освобождения, которая вела борьбу против военной хунты Рикардо Переса Годоя и Николаса Линдлея.
В январе 1963 года группа из 15 человек во главе с 21-летним Эро и Аленом Элиасом пересекла Боливию и вступила на территорию южного Перу. Гонимый лейшманиозом, отряд попытался пересечь реку Мадре-де-Дьос напротив находящегося в сельве городка Пуэрто-Мальдонадо, чтобы достать там медикаменты. Однако власти узнали об этом, и 15 мая безоружный Эро, стоящий на лодке-долблёнке был застрелен в грудь пулями «дум-дум».

## Память
Поэт Густаво Валькарсель написал стихотворение «Хавьеру Эро Архивная копия от 9 февраля 2010 на Wayback Machine».
Его стихи изданы во многих странах, в том числе переведены и на русский. В 2019 году в Перу вышло два посвящённых ему фильмов — документальный и художественный.

## Книги
- El río (1960)
- El viaje (1961)
- Estación reunida (1961)
- Poesías completas y homenaje (1964)